# Station Angleur
Station Angleur is een spoorwegstation langs spoorlijn 37 (Luik - Aken) in Angleur, een deelgemeente van de Waalse stad Luik.
In het station is een aftakking naar spoorlijn 43 die in Marloie aansluit op spoorlijn 162 (Namen - Aarlen - Luxemburg) en naar spoorlijn 125A, die via het station Kinkempois en de rechteroever van de Maas in Flémalle aansluit op spoorlijn 125 (Luik - Namen).
Sinds 28 juni 2013 zijn de loketten van dit station gesloten en is het een stopplaats geworden.

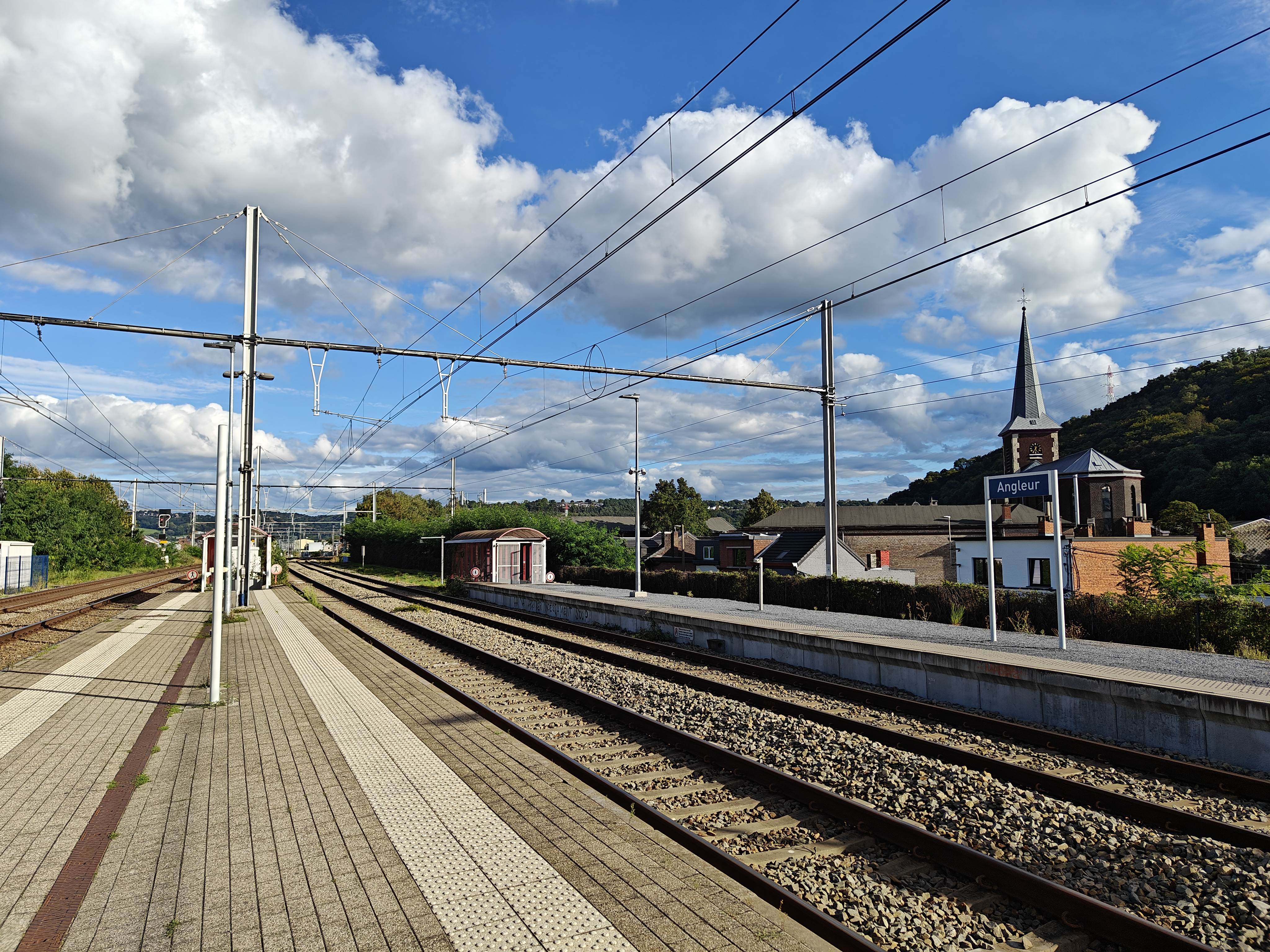
De perrons van het station met zicht op de kerk van Angleur

## Treindienst
| Serie       | Treinsoort             | Route | Bijzonderheden                                                                                                  |
| ----------- | ---------------------- | --- | --- |
| IC 12       | Intercity (NMBS)       | [ Oostende – Brugge – ] Kortrijk – Gent-Sint-Pieters – Brussel-Zuid – Luik-Guillemins – Angleur – Welkenraedt                   | Rijdt alleen op werkdagen. Eerste en laatste ritten van/naar Oostende.                                          |
| IC 33       | Intercity (NMBS / CFL) | Liers – Luik-Guillemins – Angleur – Gouvy – Luxemburg                                                                           | Rijdt in het weekend 1×/2u. tussen Liers - Luxemburg.                                                           |
| L 5550      | L-trein (NMBS)         | Liers – Luik-Guillemins – Angleur – Rivage – Marloie                                                                            | |
| S 41 RE 29  | S-trein Luik (NMBS)    | Luik-Sint-Lambertus – Luik-Guillemins – Angleur – Verviers-Centraal – Welkenraedt – Aachen Hbf                                  | euregioAIXpress In België als S                                                                                 |
| P 7450/8450 | Piekuurtrein (NMBS)    | Welkenraedt – Verviers-Centraal – Angleur – Luik-Guillemins – Herstal                                                           | Rijdt alleen op werkdagen.                                                                                      |
| P 7480/8480 | Piekuurtrein (NMBS)    | [ Hoei – Namen ] / [ Herstal – Luik-Sint-Lambertus – Luik-Guillemins – [ Angleur – Rivage – Gouvy ] / [ Statte ] ]              | Rijdt alleen op werkdagen. Een trein vanuit Herstal naar Gouvy. Twee treinen per richting tussen Hoei en Namen. |
| P 7670/8670 | Piekuurtrein (NMBS)    | [ Namen – Sart-Bernard ] / [ Rochefort-Jemelle – [ Libramont ] / [ Rivage – Angleur – Luik-Guillemins – Luik-Sint-Lambertus ] ] | Rijdt alleen op werkdagen.                                                                                      |
| ICT 6945    | Toeristentrein (NMBS)  | Liers – Luik-Guillemins – Angleur – Rivage – Marloie                                                                            | Rijdt in juli en augustus.                                                                                      |

## Reizigerstellingen
De grafiek en tabel geven het gemiddeld aantal instappende reizigers weer op een week-, zater- en zondag.
| Tabel: aantal instappende reizigers station Angleur | Tabel: aantal instappende reizigers station Angleur | Tabel: aantal instappende reizigers station Angleur | Tabel: aantal instappende reizigers station Angleur |
|                                                     | Weekdag                                             | Zaterdag                                            | Zondag                                              |
| --------------------------------------------------- | --------------------------------------------------- | --------------------------------------------------- | --------------------------------------------------- |
| 1977                                                | 739                                                 | 198                                                 | 152                                                 |
| 1978                                                | 671                                                 | 263                                                 | 220                                                 |
| 1979                                                | 664                                                 | 204                                                 | 176                                                 |
| 1980                                                | 660                                                 | 210                                                 | 208                                                 |
| 1981                                                | 780                                                 | 222                                                 | 145                                                 |
| 1982                                                | 718                                                 | 261                                                 | 191                                                 |
| 1983                                                | 650                                                 | 184                                                 | 143                                                 |
| 1984                                                | 491                                                 | 125                                                 | 93                                                  |
| 1985                                                | 452                                                 | 101                                                 | 103                                                 |
| 1986                                                | 486                                                 | 94                                                  | 68                                                  |
| 1987                                                | 454                                                 | 118                                                 | 154                                                 |
| 1988                                                | 460                                                 | 106                                                 | 74                                                  |
| 1989                                                | 491                                                 | 128                                                 | 126                                                 |
| 1990                                                | 370                                                 | 89                                                  | 67                                                  |
| 1991                                                | 441                                                 | 106                                                 | 88                                                  |
| 1992                                                | 405                                                 | 85                                                  | 89                                                  |
| 1993                                                | 464                                                 | 73                                                  | 70                                                  |
| 1994                                                | 385                                                 | 80                                                  | 36                                                  |
| 1995                                                | 431                                                 | 110                                                 | 60                                                  |
| 1996                                                | 482                                                 | 118                                                 | 67                                                  |
| 1997                                                | 477                                                 | 101                                                 | 101                                                 |
| 1998                                                | 659                                                 | 110                                                 | 72                                                  |
| 1999                                                | 473                                                 | 98                                                  | 58                                                  |
| 2000                                                | 730                                                 | 198                                                 | 117                                                 |
| 2001                                                | 468                                                 | 96                                                  | 60                                                  |
| 2002                                                | 474                                                 | 94                                                  | 60                                                  |
| 2003                                                | 497                                                 | 100                                                 | 90                                                  |
| 2004                                                | 463                                                 | 150                                                 | 119                                                 |
| 2005                                                | 525                                                 | 140                                                 | 92                                                  |
| 2006                                                | 553                                                 | 116                                                 | 72                                                  |
| 2007                                                | 477                                                 | 156                                                 | 94                                                  |
| 2008                                                | -                                                   | -                                                   | -                                                   |
| 2009                                                | 558                                                 | 160                                                 | 93                                                  |
| 2010                                                | -                                                   | -                                                   | -                                                   |
| 2011                                                | -                                                   | -                                                   | -                                                   |
| 2012                                                | 480                                                 | 121                                                 | 112                                                 |
| 2013                                                | 486                                                 | 102                                                 | 76                                                  |
| 2014                                                | 538                                                 | 158                                                 | 125                                                 |
| 2015                                                | 676                                                 | 179                                                 | 83                                                  |
| 2016                                                | 787                                                 | 206                                                 | 154                                                 |
| 2017                                                | 635                                                 | 112                                                 | 104                                                 |
| 2018                                                | 642                                                 | 100                                                 | 91                                                  |
| 2019                                                | 565                                                 | 147                                                 | 126                                                 |
| 2020                                                | 448                                                 | 87                                                  | 129                                                 |
| 2021                                                | -                                                   | -                                                   | -                                                   |
| 2022                                                | 899                                                 | 209                                                 | 200                                                 |
| 2022                                                | 878                                                 | 163                                                 | 181                                                 |
| 2024                                                | 1 051                                               | 290                                                 | 227                                                 |

Angleur · Bressoux · Chênée · Colonster · Jolivet · Jupille · Kinkempois · Luik-Carré · Luik-Cornillon · Luik-Guillemins · Luik-Haut-Pré · Luik-Longdoz · Luik-Sint-Lambertus · Luik-Vennes · Luik-Vivegnis · Sclessin · Streupas · Val-Benoît
0,0: Luik-Guillemins ·
2,6: Angleur ·
4,1: Chênée ·
5,8: Henne-Chèvremont ·
11,0: Chaudfontaine ·
9,5: La Broucke ·
11,0: Trooz ·
13,8: Fraipont ·
15,3: Nessonvaux ·
17,8: Goffontaine ·
18,8: Cornesse ·
20,3: Pepinster ·
23,5: Ensival ·
25,5: Verviers-West ·
Verviers-Central ·
25,4: Verviers-Palais ·
27,1: Verviers-Oost ·
29,5: Nasproué ·
31,7: Dolhain-Gileppe ·
33:0: Dolhain-Vicinal ·
Welkenraedt-Ouest ·
37,7: Welkenraedt ·
39,5: Herbesthal ·
42,4: Astenet ·
45,9: Hergenrath ·
Aachen Hbf
0,0: Angleur ·
1,2: Streupas ·
2,7: Sauheid ·
4,7: Colonster ·
5,3: Sainval ·
6,9: Tilff ·
10,2: Méry ·
11,6: Hony ·
12,6: Esneux ·
14,2: Souverain-Pré ·
15,2: La Gombe ·
16,3: Poulseur ·
18,0: Chanxhe ·
20,1: Rivage ·
21,0: Comblain-au-Pont ·
23,4: Comblain-la-Tour ·
29,4: Hamoir ·
33,4: Sy ·
37,1: Bomal ·
40,4: Barvaux ·
44,2: Biron ·
49,9: Melreux-Hotton ·
54,0: Marenne ·
58,7: Marche-en-Famenne ·
62,0: Marloie